# Museo de la Semana Santa de Cuenca
El Museo de la Semana Santa de Cuenca es un museo en España dedicado a la Semana Santa de Cuenca, declarada Fiesta de Interés Turístico Internacional, y situado en la ciudad homónima. Fue inaugurado el 10 de mayo de 2007. El museo se ubica en las dos primeras plantas del que fue el Palacio de Girón y Cañizares o Casa de los Girones, en la ciudad española de Cuenca, edificio en el que se encuentra también la Junta de Cofradías. En el museo también se realizan otras actividades culturales como exposiciones temporales o conferencias. El museo fue creado por la Junta de Cofradías y es gestionado por la Fundación del Museo de la Semana Santa de Cuenca, constituida en 2008.
El museo cuenta con un montaje multimedia y con paneles realizados por el pintor y escultor local Miguel Zapata y muestra 150 piezas relacionadas con la Semana Santa local. Alberga documentación como libros de constituciones, manuscritos de imagineros y escultores, y bulas y otros documentos de los siglos XVII y XVIII. Además custodia numerosos objetos como túnicas, capas, cíngulos, coronas, sayas, faroles, guiones y estandartes. Pese a que las principales imágenes religiosas de la Semana Santa se veneran en los templos locales, en el museo se pueden contemplar otras piezas como un San Juan de 1902 o el Cristo de marfil del siglo XVI que salía en la procesión en el Calvario de los Viernes Santo. También cuenta con un espacio dedicado al imaginero local Luis Marco Pérez.
Además de la colección permanente, el museo ha acogido exposiciones temporales, como Cuenca, Arte en la Pasión II, entre marzo y mayo de 2021.